# Црно језеро (Трескавица)
Црно језеро се налази на планинин Трескавици, у ували између врхова Љељен и Илијаш, на надморској висини 1675 метара. Удаљено је око 700 метара северозападно и 100 метара изнад Великог језера. Широко је око 90 m, дуго је 180 m, а дубине је око 6 m. Припада општини Трново.
Ледничког је порекла, нема притока, а водом се напаја из ледника и подјезерских извора.
Обрасло је шашом, а дно је прекривено маховином, типичном за ледничка језера, одакле потиче црна боја.
Зими језеро потпуно заледи. Лети је погодно за купање и камповање.
Језеро је више пута порибљавано, али током дугих зима, рибе остају без кисеоника. У језеру живи ендемични водоземац тритон.